# Phước Mỹ, Phước Sơn
Phước Mỹ là một xã thuộc huyện Phước Sơn, tỉnh Quảng Nam, Việt Nam.
Xã Phước Mỹ có diện tích 127,42 km², dân số năm 2019 là 1.698 người, mật độ dân số đạt 13 người/km².